# St. Katharinen (Schwedt/Oder)

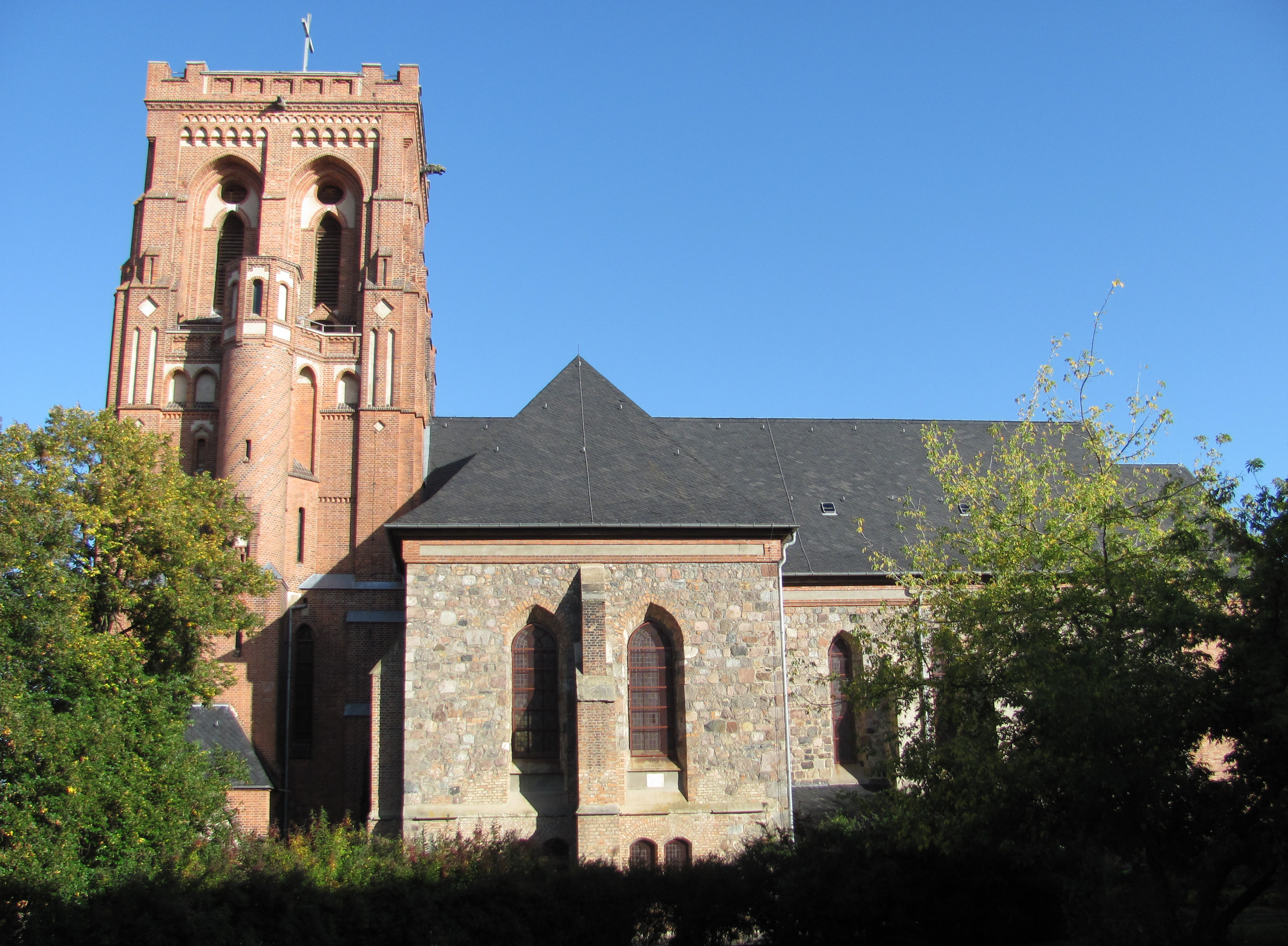
St. Katharinen (Schwedt/Oder)

Die evangelische, denkmalgeschützte Kirche St. Katharinen steht in Schwedt/Oder, einer Stadt im Landkreis Uckermark von Brandenburg. Die Kirchengemeinde gehört zum  Pfarrsprengel Schwedt im Kirchenkreis Uckermark der Evangelischen Kirche Berlin-Brandenburg-schlesische Oberlausitz.

## Beschreibung
Von der in der zweiten Hälfte des 13. Jahrhunderts geplanten Kreuzbasilika aus Feldsteinen wurden nur das Querschiff, das Mittelschiff und der eingezogene Chor ausgeführt. Die ursprünglich vorgesehenen Seitenschiffe sind als vermauerte Arkaden in der Westwand des Querschiffes erkennbar. Die Strebepfeiler an den Außenmauern deuten auf ein damals geplantes Gewölbe hin, das erst 1887 eingebaut wurde. Nach einem Brand wurde die Kirche nach einem Entwurf von Ludwig Dihm 1887–90 umgebaut und im neugotischen Baustil aus Backsteinen erweitert, wozu der überdimensionierte neugotisch gegliederte, mit einem Kranz von Zinnen bedeckte, quadratische Kirchturm westlich der Vierung gehört. 
Die im Zweiten Weltkrieg ausgebrannte Kirche wurde 1951–56 vereinfacht wiederhergestellt. Die Sakristei wurde zum Vestibül umgebaut, nachdem der Altar an die Westseite versetzt wurde. Die Orgel wurde 1953 von der Alexander Schuke Potsdam Orgelbau gebaut.